# Brillantíssim
Brillantíssim (títol original en francès, Brillantissime) és una pel·lícula de comèdia francesa dirigida per Michèle Laroque i basada en l'obra My Brilliant Divorce de Geraldine Aron. Es va estrenar a França el 17 de gener de 2018. S'ha doblat i subtitulat al català.
La pel·lícula es va produir gràcies a les donacions de touscoprod.com. El rodatge va començar el 20 de març de 2017 i va acabar el mes de maig a Niça.

## Repartiment
- Michèle Laroque com a Angela
- Kad Merad com el doctor Steinman
- Françoise Fabian com a Claire
- Gérard Darmon com a Georges
- Rossy de Palma com a Charline
- Pascal Elbé com a Max
- Oriane Deschamps com a Léa